# IndiePub
indiePub Entertainment — американская компания, специализировавшаяся на издательстве компьютерных игр. Была основана в 2007 году под названием GreenScreen Interactive Software выходцами из Take-Two Interactive. С 2008 по 2012 годы компания носила названием Zoo Entertainment.

## История
Компания была создана в 2007 году под названием GreenScreen Interactive Software основателями Take-Two Interactive  Райаном Брэнтом и Марком Сереметом совместно со Сьюзан Каммингс, которая занималась в Take-Two развитием бренда 2K. Первым директором компании стал основатель компании GT Interactive Рон Хаймовиц. За год до этого Брэнт был вынужден подать в отставку из Take-Two после того как был признан виновным по делу о махинациях с акциями. Хаймовиц заверил издание Newsweek что Брэнт не будет допущен к финансам новый компании и не войдёт в её совет директоров.
В апреле 2008 года GreenScreen Interactive Software анонсировала приобретение компаний Destination Software и Zoo Digital Publishing и объявила, что на их базе образовано новое подразделение Zoo Games, специализацией которого являются казуальные игры. В мае стало известно, что компания Mandalay Media собирается купить GreenScreen Interactive, но месяцем позже было объявлено, что сделка не состоялась.
В том же 2008 году компания была переименована в Zoo Entertainment, Inc. Британское подразделение компании в Шеффилде, ранее известное как Zoo Digital Publishing было выкуплено прежними владельцами в начале 2009 года и стало независимой компанией Zushi Games. В то же время компания владела студией SuperVillain Studios, которая также была выкуплена предыдущими владельцами.
В феврале 2009 года компания создала веб-сайт 2Bee Games, позволяющий инди-разработчикам продемонстрировать свои проекты и участвовать в конкурсах, главным призом в которых является контракт с издательством. В мае 2009 года Zoo приобрела права на полный каталог интеллектуальной собственности закрывшейся британской компании Empire Interactive.
В мае 2010 года проект 2Bee Games был перезапущен под названием indiePub. В конце 2011 года indiePub запустил новую платформу, которая совмещала в себе функции социальной сети и интернет-магазина и позволяла независимым разработчиками продавать свои игры. В то же время компания была убрана с торгов на бирже NASDAQ в связи с большими убытками. После этого акции компании упали на 70%. 25 мая 2012 года Zoo Entertainment сменила своё название на indiePub Entertainment.
Компания прекратила свою деятельность в конце 2013 года.